# 崇寿镇
崇寿镇，是中华人民共和国浙江省宁波市慈溪市下辖的一个乡镇级行政单位，辖区面积20平方公里:170，由前湾新区托管。

## 历史
清时属余姚县梅川乡、云柯乡，清宣统元年（1909年）属保德乡、柯东乡，民国十七年（1928年）属六区，民国十九年（1930年）设仁寿乡、福缘乡、德庆乡、德顺乡，民国二十九年（1940年）属浒山区，德庆乡、德顺乡、东三小乡合并为崇三乡，仁寿乡、福缘乡合并为福寿乡，属庵东区，1950年4月为崇寿乡、福寿乡，分别属庵东盐区和浒山区，1953年7月崇寿乡划入浒山区，1954年10月划归慈溪县，1955年11月庵东镇爱伯村划入崇寿乡，1956年2月崇寿乡、福寿乡合并为崇寿镇，1956年4月崇寿乡福寿四村划入直塘乡，1957年重新划入崇寿乡，1957年1月属浒山区，1957年6月爱伯村重新划入庵东镇，1958年10月改为红旗人民公社十六大队、十七大队，1959年2月改为浒山人民公社崇寿管理区、福寿管理区，后福寿四村划入红旗人民公社坎东管理区，1961年11月崇寿管理区、福寿管理区合并为崇寿公社，属浒山区，1966年12月崇胜公社胜利大队划入崇寿公社，1969年3月属浒逍地区，1971年1月复属浒山区，1983年9月崇寿公社改为崇寿乡，1992年5月崇寿乡、东二乡合并为崇寿镇，2011年11月富北村、海南村、三洋村（原东二乡辖区）划入庵东镇:280、580、590，2023年1月起由前湾新区托管。

## 行政区划
崇寿镇下辖以下地区：
崇寿社区、三洋村、六塘村、四灶浦村、相公殿村、海运村、海南村、崇胜村、傅家路村、傅福村、富北村和健民村。